# سن-ایلاریون
سن-ایلاریون (به فرانسوی: Saint-Hilarion) یک کمون در فرانسه است که در Canton of Rambouillet واقع شده‌است.

## خصوصیات
سن-ایلاریون ۱۴٫۰۰ کیلومترمربع مساحت و ۸۹۷ نفر جمعیت دارد و ۱۵۰ متر بالاتر از سطح دریا واقع شده‌است.